# Ester Gutiérrez Riaño
Ester Gutiérrez Riaño (Santo Domingo de la Calzada, 1972) es una ingeniera de telecomunicación española. En 2018 recibió el premio Ingeniero del Año de la Asociación de Ingenieros de Telecomunicación de La Rioja.

## Trayectoria
En 1996, Gutiérrez se licenció como Ingeniera de Telecomunicación por la Universidad de Valladolid. Posteriormente, comenzó su carrera profesional en la empresa de investigación y desarrollo científico Bell Labs Lucent Technologies.
Desde 2002, formó parte de diversos departamentos de Sistemas de la Información y Tecnologías de la información dentro del Gobierno de la Rioja, incluyendo su trabajo como Auditora de la Dirección General de Tecnologías de la Información.
Desde junio de 2017, Gutiérrez es directora general de la Agenda Digital de La Rioja, que impulsa un gran número de iniciativas para establecer líneas de actuación prioritarias en el sector de las Tecnologías de la Información y la Comunicación para los próximos años en la comunidad riojana.

## Reconocimientos
En 2018, Gutiérrez recibió el premio Ingeniero del Año otorgado por la Asociación de Ingenieros de Telecomunicaciones de La Rioja con la colaboración del Gobierno de La Rioja. Dicho premio reconocía el trabajo de Gutiérrez en la empresa Lucent Technologies Network System en un proyecto de certificación y traducción de interfaces gráficos para gestores de nodos y redes telemáticas de jerarquía digital síncrona. Los Premios de la Noche de las Telecomunicaciones, entre los que se incluye el del Ingeniero del Año, pretenden reconocer el esfuerzo realizado por personas, empresas o instituciones para que la sociedad riojana sea un referente en materia de telecomunicaciones.